# Jalebi Baby
«Jalebi Baby» — песня канадско-индийского рэпера и продюсера Tesher, впервые выпущенная 13 ноября 2020 года на лейблах Namah Music Group и Capitol Records. После вирусного успеха трека 28 мая 2021 года был выпущен ремикс с американским певцом Джейсоном Деруло. Песня была написана Хитешем Шармой с дополнительным текстом для ремикса Джейсона Деруло.

## Предыстория и релиз
В 2020 году, после своего дебютного сингла «Young Shahrukh» Tesher самостоятельно выпустил
«Yummy Jalebi», ремикс на песню Джастина Бибера «Yummy» с «Jalebi Bai» из саундтрека к болливудскому фильму «Double Dhamaal». Песня стала вирусной в соцсетях, включая TikTok и Instagram, с куплетом с оригинальным вокалом Tesher. В ответ на спрос населения он выпустил версию, которая удалила «Yummy» и расширила его куплет до полной оригинальной песни с собственным рэпом на панджаби и английском языках. Новая песня под названием «Jalebi Baby» была выпущена для цифровой загрузки и потоковой передачи 13 ноября 2020 года в качестве его второго сингла на крупном лейбле.
«Jalebi Baby» добился вирусного успеха в TikTok, который привлёк внимание американского певца Джейсона Деруло. Деруло обратился к Tesher с просьбой включиться в песню, и ремиксовая версия с дуэтом была выпущена для цифровой загрузки и потоковой передачи 28 мая 2021 года. Официальное музыкальное видео на ремикс, снятое Гилом Грином, было выпущено 13 июля 2021 года.

## Композиция
«Jalebi Baby» написана в тональности ре минор как в оригинале, так и в ремиксе с темпом 93 удара в минуту. Название песни относится к известной южноазиатскому и ближневосточному десерту, известной как джалеби. Tesher опубликовал на своей странице в Instagram: «Он может сказать вам, что песня лета 2021 года буквально об индийском десерте. И это должно что-то значить». Тем не менее, текст был задуман Tesher как двойной смысл, при этом заглавный халеби имел более рискованное значение. В интервью «PopShift» Tesher признался: «Для меня лично… когда я говорю: «Малыш, дай мне это съесть, я просто хочу это увидеть», я не говорю о джалеби. И я оставлю это на этом».

## Живые выступления
7 июля 2021 года y Tesher и Джейсон Деруло исполнили песню в прямом эфире на телепередаче «Today». 15 мая 2022 года Tesher исполнила «Jalebi Baby» вживую с Симу Лю на церемонии Juno Awards 2022, которая проходила на сцене Budweiser в Торонто.

## Показатели
После выпуска песня стала вирусной сенсацией, возглавив чарты Shazam в более чем 25 странах и собрав более 100 миллионов комбинированных глобальных потоков к маю. Песня стала второй после «Young Shahrukh», достигнув первого места в UK Asian Music Chart и оставался на вершине чарта в течение семи недель подряд. Песня также дебютировала на 20-м месте в чарте Top Triller Global в релизе от 20 февраля 2021 года и на 16- ом месте в чарте Billboard World Digital Song Sales в релизе от 29 мая 2021 года.
Песня заняла 186-е место в чарте Billboard Global 200 и 116-е место в чарте Billboard Global Excl. U.S. по релизу от 12 июня. Песня также неуклонно поднималась в чарте World Digital Song Sales до пика 3 места в течение двух недель в июле. Песня дебютировала на 17 месте в первом издании 20 лучших международных синглов Индии 21 июня и достигла 7-го пика в течение трёх недель, начиная с 26 июля, став первым хитом Tesher, попавшим в десятку лучших в стране. Она также имела успех в Европе, попав в чарты Австрии, Франции, Германии, Нидерландов, Польши и Швейцарии. По состоянию на июль 2021 года песня собрала более 200 миллионов мировых потоков. За пределами Европы песня также возглавила чарты Индии, США и Канады.
После выхода музыкального видео песня приобрела популярность во всём мире. После нескольких недель статического или нисходящего движения в чартах Billboard Global 200, за неделю, закончившуюся 15 июля, потоки выросли на 26% до 12,8 миллиона, а продажи выросли на 6% до 2100 по всему миру. Песня была поднялась с 142-го по 119-е место в чарте Global Excl. U.S. и снова вошла в Global 200 на 187-м месте, приблизившись к своим первоначальным пикам. Это была первая неделя, когда Деруло попал в глобальные чарты, так как ремикс впервые превзошёл в чартах оригинальную версию. На следующей неделе песня достигла новых пиков на 80-м месте в Global 200 и на 50-м месте в Global Excl. U.S. Песня вошла в чарт Pop Airplay на 39-м месте на неделе с 14 августа.

## Использование
«Jalebi Baby» использовалась во второй серии мини-сериала Disney+ «Мисс Марвел», в котором снялась Иман Веллани в роли Камалы Хан, первого мусульманского супергероя в Кинематографической вселенной Marvel. Песня играет, когда Камала впервые встречает своего возлюбленного Камрана без рубашки. Tesher был в восторге от включения своей песни, заявив: «Не секрет, что я большой поклонник Marvel, поэтому быть саундтреком Камалы Хан — это абсолютная мечта, которая сбылась для меня. Однако лучшая часть всего этого заключается в том, что я могу официально сказать, что я существую в КВМ».

## Участники записи
Согласно «Tidal».
- Tesher, ведущий исполнитель, продюсер, композитор, лирик, микшер, звукоинженер
- Швета Субрам, бэк-вокалистка
- Джейсон Деруло, ведущий художник, композитор, автор текстов (ремикс)
- Бен Хогарт, звукоинженер (ремикс)

## Чарты
| Чарт (2020–2021)                        | Высшая позиция |
| --------------------------------------- | -------------- |
| Австрия (Ö3 Austria Top 40)             | 73             |
| Канада (Billboard Canadian Hot 100)     | 36             |
| Франция (SNEP)                          | 72             |
| Германия (GfK)                          | 81             |
| Мир (Billboard Global 200)              | 80             |
| India (IMI)                             | 7              |
| Нидерланды (Single Top 100)             | 84             |
| Польша (Polish Airplay Top 100)         | 22             |
| Romania (Radiomonitor)                  | 2              |
| Швейцария (Schweizer Hitparade)         | 71             |
| UK Asian Music (OCC)                    | 1              |
| США (Billboard Pop Airplay)             | 39             |
| US World Digital Song Sales (Billboard) | 3              |
| Top Triller Global (Billboard)          | 20             |

| Чарт (2021)             | Позиция |
| ----------------------- | ------- |
| CIS (TopHit)            | 62      |
| Russia Airplay (TopHit) | 70      |

## Сертификации
| Регион                                                                      | Сертификация | Продажи |
| --------------------------------------------------------------------------- | ------------ | ------- |
| Канада (Music Canada)                                                       | Платиновый   | 80 000  |
| Франция (SNEP)                                                              | Золотой      | 100 000 |
| Польша (ZPAV)                                                               | Платиновый   | 50 000  |
| Данные о продажах + прослушиваниях приведены только на основе сертификации. |              |         |

## История релиза
| Регион | Дата           | Формат                       | Версия              | Лейбл           | Ref.   |
| ------ | -------------- | ---------------------------- | ------------------- | --------------- | ------ |
| Разные | 13 ноября 2020 | цифровое скачивание стриминг | Оригинальная версия | Capitol Records | [ 15 ] |
| Разные | May 28, 2021   | цифровое скачивание стриминг | Ремикс              | Capitol Records | [ 16 ] |